# Kraftwerker
Kraftwerker ist in Deutschland das Berufsbild des Facharbeiters in einem Kraftwerk mit IHK-Prüfung. Die Fortbildung dauert mehrere Jahre in Vollzeit.

## Voraussetzungen
Die Prüfung ist in den schriftlichen Prüfungsteil Kraftwerkstechnologie und in ein situationsbezogenes Fachgespräch, den Prüfungsteil Kraftwerksbetrieb aufgeteilt.
- Zulassungsvoraussetzung für den Prüfungsteil Kraftwerkstechnologie ist ein Abschluss in einem anerkannten Ausbildungsberuf, der den Metall- oder Elektroberufen zugeordnet werden kann, sowie mindestens 2 Jahre Berufserfahrung im Fahrbetrieb eines Kraftwerkes.
- Für die Prüfung in dem darauffolgenden Prüfungsteil Kraftwerksbetrieb ist zusätzlich mindestens ein weiteres Jahr Berufserfahrung im Fahrbetrieb eines Kraftwerks notwendig.
- Es gelten Sonderzugangsregelungen für Wärmegehilfen, Maschinisten der Bundes- oder Handelsmarine, Maschinisten für Wärmekraftwerke und Personen mit sechs Jahren Berufserfahrung im Fahrbetrieb eines Kraftwerkes.

## Schulungsumfang
- Kraftwerkstechnische und Naturwissenschaftliche Grundlagen
- Dampferzeugung, Rohrleitung und Armaturen
- Turbinen, Kraftwerkshilfs- und Nebenanlagen
- Elektrische Anlagen und Leittechnik
- Aufbau und Betrieb unter ökonomischen und ökologischen Betrachtungen und der Umweltschutztechnik

## Persönliche Anforderungen
- Zuverlässigkeit
- Bereitschaft zu Bereitschaftsdienst
- Belastbarkeit